# Канелинья
Канелинья (порт. Canelinha)  —  муниципалитет в Бразилии, входит в штат Санта-Катарина. Составная часть мезорегиона Гранди-Флорианополис. Входит в экономико-статистический  микрорегион Тижукас. Население составляет 9624 человека на 2006 год. Занимает площадь 151,409 км². Плотность населения — 63,6 чел./км².
Праздник города — 23 декабря.

## История
Город основан 23 декабря 1962 года. 

## Статистика
- Валовой внутренний продукт на 2003 составляет 47.107.037,00 реалов (данные: Бразильский институт географии и статистики).
- Валовой внутренний продукт на душу населения на 2003 составляет 5.043,58 реалов (данные: Бразильский институт географии и статистики).
- Индекс развития человеческого потенциала на 2000 составляет 0,795 (данные: Программа развития ООН).

## География
Климат местности: мезотермический гумидный с жарким летом, 20°.